# Jungermannia murmanica
Jungermannia murmanica là một loài rêu tản trong họ Jungermanniaceae. Loài này được (Kaal.) Arnell miêu tả khoa học lần đầu tiên năm 1917.